# هری وایل
هری وایل (انگلیسی: Harry Wyld; ۵ ژوئن ۱۹۰۰ – ۵ آوریل ۱۹۷۶) دوچرخه‌سوار اهل بریتانیا بود.
وی در مسابقات کشوری و بین‌المللی در مجموع برندهٔ ۲ مدال برنز شده‌است.